# Spanking Machine
Spanking Machine è il primo album delle Babes in Toyland, pubblicato nel 1990 dalla Twin/Tone Records. L'album è stato prodotto da Jack Endino.

## Tracce
1. Swamp Pussy – 2:24
2. He's My Thing – 2:56
3. Vomit Heart – 2:49
4. Never – 3:16
5. Boto (W) Rap – 2:31
6. Dogg – 3:53
7. Pain in my Heart – 3:59
8. Lashes – 3:46
9. You're Right – 3:07
10. Dust Cake Boy – 3:31
11. Fork Down Throat – 3:54

## Formazione
- Kat Bjelland - voce, chitarra
- Michelle Leon - basso
- Lori Barbero - batteria